# Landkreis Hameln-Pyrmont
Landkreis Hameln-Pyrmont er en  Landkreis i den sydlige del af Niedersachsen. Den grænser mod vest til den nordrhein-westfaliske Kreis Lippe, mod nord til  Landkreis Schaumburg og til  Region Hannover, mod øst til Landkreis Hildesheim og mod syd til Landkreis Holzminden.

## Geografi
Landkreis Hameln-Pyrmont ligger i  Weserbergland ved floden  Weser (Oberweser).

## Byer og kommuner
Kreisen havde 148559  indbyggere pr.  2018-12-31

| 1. Aerzen, flække (10510) 2. Bad Münder am Deister, by (17465) 3. Bad Pyrmont, by, selbständige Gemeinde (19090) 4. Coppenbrügge, flække (6994) 5. Emmerthal [adm: Kirchohsen] (9710) 6. Hameln, administrationsby (57510) 7. Hessisch Oldendorf, by (18130) 8. Salzhemmendorf, flække (9150) | rechts |

## Eksterne kilder og henvisninger
1. ↑   Landesamt für Statistik Niedersachsen, LSN-Online Regionaldatenbank, Tabelle 12411: Fortschreibung des Bevölkerungsstandes, Stand 31. Dezember 2018 (Hilfe dazu).

- Wikimedia Commons har flere filer relateret til Landkreis Hameln-Pyrmont
- Officiel Website

52°05′N 9°20′Ø / 52.08°N 9.33°Ø